# Богдановка (Подволочисская поселковая община)
Богда́новка (укр. Богданівка) — село в Подволочисской поселковой общине Тернопольского района Тернопольской области Украины.
До 2020 года входило в Подволочисский район.
Население по переписи 2001 года составляло 1131 человек. Почтовый индекс — 47832. Телефонный код — 3543.